# Adrian Grosser

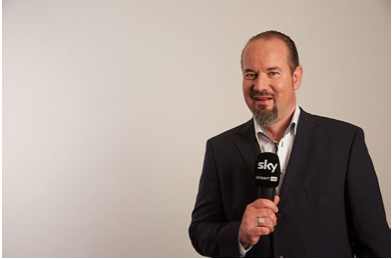
Adrian Grosser

Adrian Grosser (* 14. Oktober 1968 in Würzburg) ist ein deutscher Golfjournalist und Fernsehkommentator.

## Leben und Karriere
Grosser wuchs in Würzburg auf und machte nach dem Abitur Ende der 80er Jahre eine Ausbildung zum Hörfunkredakteur. Bis Mitte der 90er Jahre schloss er zudem ein geisteswissenschaftliches Studium an der Julius-Maximilians-Universität Würzburg erfolgreich ab. Nach Jahren als freiberuflicher Redakteur und Nachrichtensprecher im Funkhaus Würzburg (einer Sendergemeinschaft von Radio Gong und Radio Charivari Würzburg) war der aktive Golfer und ehemalige Tennis-Ranglistenspieler zwischen 1995 und 1996 Leiter der Sportredaktion.
Ab dem Spätsommer 1996 begann seine Fernsehkarriere als Golfkommentator beim Deutschen Sport Fernsehen, DSF (heute Sport1). In der damaligen Kirch-Gruppe wurde er regelmäßig in den Sportredaktionen des Sendergeflechts aus DF1, DSF und n24 eingesetzt.
1999 ließ er sich zum C-Trainer des Deutschen Golf Verbandes ausbilden.
In den weiteren Jahren kommentierte Grosser Profi-Golfturniere vorwiegend der European und der US PGA Tour für die Bezahlsender Premiere World und Premiere.
Am 9. Juli 2009 ging aus der Premiere AG die Sky Deutschland AG hervor, für die er seitdem in der Golfredaktion als Experte und Kommentator/Moderator bis heute tätig ist.
Auch im Printbereich machte er sich einen Namen in der deutschsprachigen Golflandschaft. Ab 2006 baute er die Deutschlandredaktion der österreichischen Wochenzeitung „Golf Week“ in München auf und war als freier Redakteur für den Profigolfsport federführend. Ab 2007 erhielt er in der Hauptausgabe der Tageszeitung „Die Welt“ eine Kolumne mit dem Titel Abschlag, die sieben Jahre lang wöchentlich erschien. In Golf-Extrabeilagen der „Welt am Sonntag“ veröffentlichte er regelmäßig Artikel. Zuletzt schrieb Grosser für das Magazin „Golf-Ticker“.
2011 unterhielt er als Blogger auf seiner damaligen Website adriangrosser.de erstmals seine Golfcommunity online.
2006 übernahm Grosser das Fachlektorat für die Deutsche Erstausgabe der Autobiografie von John Daly im Bombus Verlag.